# Top 10 Coaches in NBA History
De Top 10 Coaches in NBA History is een select gezelschap van de 10 beste coaches uit de NBA-historie. Als bijverkiezing van de 50 beste NBA-spelers aller tijden werd de leden van een panel gevraagd naar wie zij dachten dat de 10 beste coaches ooit waren. Op basis hiervan kwam de volgende lijst tot stand, waarin geen rangorde is aangebracht.
In alfabetische volgorde (naam coach | aantal gewonnen-verloren wedstrijden | winstpercentage):
- Red Auerbach 938-479 (.662): Won 9 NBA-titels met de Boston Celtics. Gekozen tot beste coach in de historie van de NBA in 1980. Gekozen in de Naismith Memorial Basketball Hall of Fame in 1968.
- Chuck Daly 605-420 (590): Leidde de Detroit Pistons naar NBA-titels in 1989 en 1990. Gekozen in de Naismith Memorial Basketball Hall of Fame in 1994.
- Bill Fitch 944 - 1.106 (.460): Leidde de Boston Celtics naar de NBA-titel in 1981. Werd tweemaal verkozen tot coach van het jaar.
- Red Holzman 696-604 (.535): Leidde de New York Knicks naar NBA-titels in 1970 en 1973. Gekozen in de Naismith Memorial Basketball Hall of Fame in 1985.
- Phil Jackson 1.155-485 (.704): Meest succesvolle coach qua percentage gewonnen wedstrijden. Leidde de Chicago Bulls naar 6 en de Los Angeles Lakers naar 5 NBA-titels. Met 11 NBA-titels heeft hij het record van Red Auerbach verbroken (9). Negende op de ranglijst van meest gewonnen wedstrijden.
- John Kundla 423-302 (.583): Behaalde met Minneapolis Lakers 5 NBA-titels in 6 seizoenen. Gekozen in de Naismith Memorial Basketball Hall of Fame in 1995.
- Don Nelson 1.335-1063 (.557): Won nooit een NBA-titel als coach, maar wel 5 als speler van de Boston Celtics. Werd driemaal coach van het jaar. Eerste op de ranglijst van meest gewonnen wedstrijden.
- Jack Ramsay 864 - 783 (.525): Leidde de Portland Trail Blazers naar de titel in 1977. Gekozen in de Naismith Memorial Basketball Hall of Fame in 1992.
- Pat Riley 1.210-694 (.636): Leidde de Los Angeles Lakers naar 4 NBA-titels en de Miami Heat naar 1 titel. Werd eenmaal NBA-kampioen als speler. Vijfde op de ranglijst van meest gewonnen wedstrijden.
- Lenny Wilkens 1.321-1.155 (.534): Leidde de Seattle SuperSonics naar hun NBA-titel in 1979. Gekozen in de Naismith Memorial Basketball Hall of Fame in 1990.

## Statistieken
Red Holzman, Phil Jackson en Pat Riley wonnen als enigen uit bovenstaande top-10 NBA-titels als speler en coach (Holzman 1 als speler, Riley 1 en Jackson 1). Don Nelson is de enige coach uit  het rijtje die nooit een titel als coach won (wel 5 als speler).  
Top-5 coaches naar aantal gewonnen wedstrijden:
- 1. Don Nelson (1.335)
- 2. Lenny Wilkens (1.321)
- 3. Pat Riley (1.210)
- 4. Phil Jackson (1.155)
- 5. Red Auerbach (938)

Top-5 coaches naar aantal NBA-titels als coach:
- 1. Phil Jackson (11: 6 met de Chicago Bulls; 5 met de Los Angeles Lakers)
- 2. Red Auerbach (9 met de Boston Celtics)
- 3. John Kundla (5 met de Minneapolis Lakers)
- 3. Pat Riley (5: 4 met de Los Angeles Lakers; 1 met de Miami Heat)
- 5. Gregg Popovych (4 met de San Antonio Spurs)
- 6. 7 coaches met 2 titels